# Лявон Вольський
Лявон Вольський (біл. Лявон Вольскі), справжнє ім'я Леонід Зейдель-Вольський (біл. Леанід Зэйдэль-Вольскі; *14 вересня 1965, Мінськ) — білоруський музикант, поет, аранжувальник та художник. Свого часу був причетний до заснування білоруських гуртів «Мрої», «N.R.M.», «Zet» та «Крамбамбулі». Також був учасником гурту «Новае неба». Періодично співпрацює з білоруським бюро Радіо Свобода. Одружений, має доньку.
Вірші Лявона Вольського українською мовою перекладав Сергій Жадан.

## Біографія

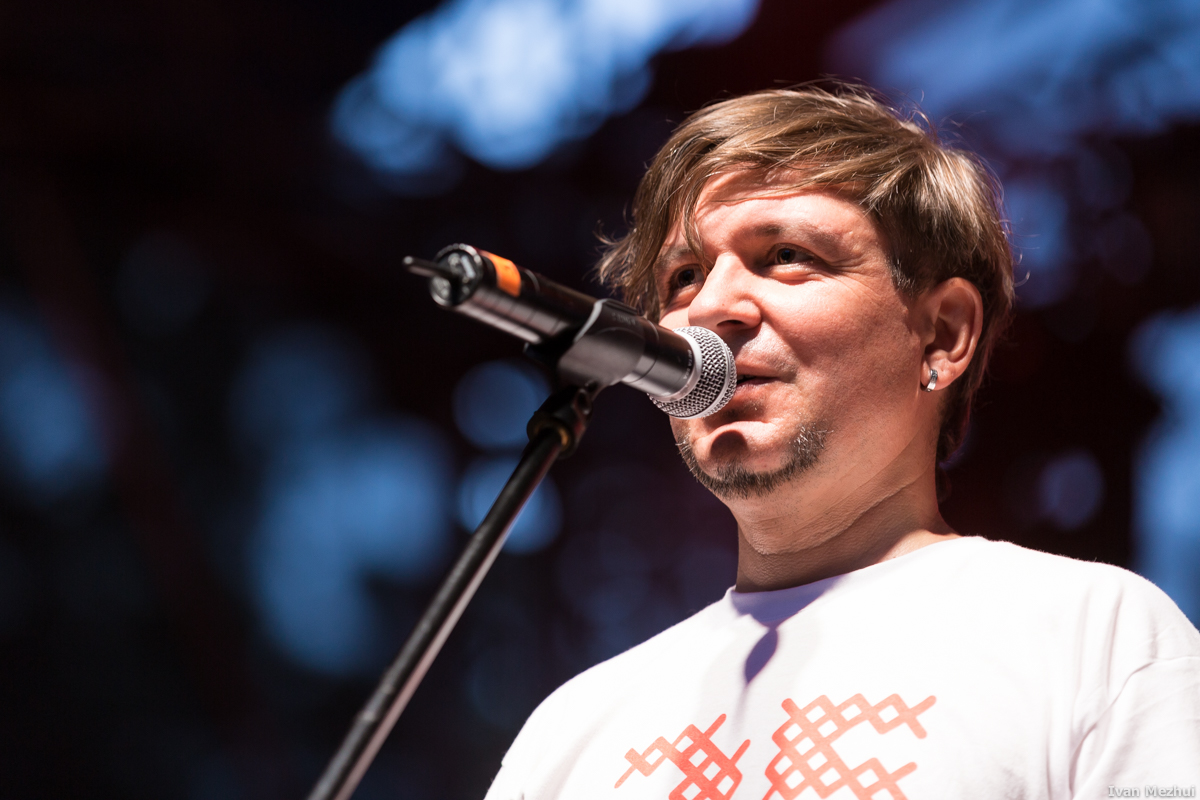
Лявон Вольський на фестивалі Басовище 2014

Лявон Вольський народився 14 вересня 1965 у Мінську. Його предками були могильовські німці-лютерани, тому його справжнє ім'я Зейдель-Вольський. Батько його був дитячим поетом, знав щонайменше п'ять мов, перекладав, у часи національного відродження (кінець 1980-х — початок 1990-х) став одним із розповсюдників національної ідеї. Його дід у 1930-ті роки працював директором інституту літератури й мистецтва Академії Наук БРСР.
Після закінчення школи Лявон пішов учитися в мистецьке училище ім. Глєбова. Там, 1981 року він познайомився з Олегом Демидовичем (біл. Алег Дземідовіч) та Володимиром Давидовським (біл. Уладзімер Давыдоўскі), з якими він заснував гурт «Фаварыт». Згодом «Фаварыт» перейменовано на «Мрою» (Мрія). У СРСР, а також у світі, тоді був модним стиль New-wave (нью-вейв), а «Мроя» грала артрок/прог-рок, тому критиками цей колектив сприймали як анахронізм. Перший виступ відбувся 1984-го, гурт відразу заборонили й майже до 1988-го року він ніде не виступав. У 1989 на мінській студії «Мелодія» гурт записав альбом «Дваццаць восьмая зорка», який розповсюджувала радянська держмонополія — фірма «Мелодія». Цю платівку вважають одним із найвпливовіших білоруськомовних записів. На початку 1990-х музиканти зрозуміли, що «Мроя» своє вже відіграла, тому вони задумались над створенням нового музичного колективу. Таким колективом став N.R.M. (Niezaležnaja Respublika Mroja, Незалежная Рэспубліка Мроя). Гурт грав популярний тоді гранж.
Новий гурт став найвпливовішим альтернативним гуртом кінця 1990-х — початку 2000-х років у Білорусі. Колектив активно гастролював Білоруссю (відвідуючи також провінційні містечка, до яких рідко хто приїжджав із концертами) та виступаючи на багатьох міжнародних фестивалях. За 16 років свого існування гурт випустив шість студійних альбомів, сингл, декілька збірок. У 2003 році N.R.M., разом із низкою інших білоруських колективів, потрапив у «чорний список», складений міністерством культури РБ. Вони не мали права давати концерти на території Республіки Білорусь, їхні пісні не потрапляли до ефіру радіостанцій та телеканалів. Лише в кінці грудня 2007 року Лявон та учасники інших забороненних колективів відвідали адміністрацію президента, де мали тривалу бесіду з чиновниками. У роки заборони (2004—2007) колектив виступав переважно за межами Білорусі — у Польщі, Данії та Німеччині.

Вольський зайнявся іншими проєктами, одним із яких став гурт «Крамбамбуля», названий на честь однойменного алкогольного напою на меду та прянощах. Основна мета гурту — створення альтернативи традиційній білоруській естраді. Це поп-пісні, які спокійно можуть лунати на радіо-станціях. Незважаючи на аполітичність їхньої творчості, іноді виникають непорозуміння з владою. Також Лявон не приховує комерційної вигоди: 
Якщо не було б «Крамбамбулі», нам, імовірно, довелося би виїхати з Білорусі. А так корпоративні вечірки, на які її запрошують, допомагають нам виживати.
2004 року вийшов третій студійний альбом «Крамбамбулі» — «Радыё 0,33 FM», на якому можна почути дуети Вольського та Сергія Михалка (Ляпіс Трубецкой) — пісня «Турысты»; та Кузьми з гурту Скрібін — пісня «Суседзі». За час існування цей проєкт випустив чотири студійних альбоми, один інтернет-сингл та дві збірки. «Крамбамбуля», як і «N.R.M.» була завсідником фестивалю «Басовище».
Навесні 2008-го з'явився www.lvolski.com — офіційний сайт Вольського, на якому можна було завантажити пісні, заплановані для першого сольного альбому Куплеты і прыпевы. У липні 2008 цей альбом з'явився на прилавках музичних крамниць — десять пісень, виконані у стилі шансон-треш. На пісню «Эўравізія» (Євробачення) було зроблено анімаційне треш-відео.
У кінці 2009-го вийшов другий сольник Такога няма нідзе. Працювати над ним Вольському допомагали Володимир Пугач (гурт J:морс), Віталій Артист (гурт Без Билета), Павло Булатников (гурт Ляпіс Трубецкой) та ін.
Менш ніж через півроку вийшов уже третій сольний альбом Белая яблыня грому — пісні на вірші класиків білоруської поезії, серед яких Пятрусь Броўка, Ларыса Геніюш, Янка Купала, Якуб Колас та інші. Презентація програми відбулася 23 березня, у мінському театрі ім. Янки Купали.
На початку 2011-го Лявон остаточно виходить зі складу «N.R.M.» (сам колектив продовжує існувати як тріо). Влітку того самого року виходить перша збірка прози Лявона — «Міларусь».
Наприкінці 2023 року білоруські суди внесли до списку екстремістських матеріалів сторінки Вольського до Telegram та Instagram.

## Дискографія

### Разом з «Мроєю»
- «Стары храм» (1986)
- «Зрок» (1987)
- «Студыя БМ» (1988—1989)
- «Дваццаць восьмая зорка» (1989)
- «Біяполе» (1990)

### У складі N.R.M.
- «ŁaŁaŁaŁa» (1995)
- «Odzirydzidzina» (1996)
- «Pašpart hramadzianina N.R.M.» (1998)
- «Try čarapachi» (2000)
- «Dom kultury» (2002)
- «06» (2007)

### У складі проєкту Zet
- «З Новым годам!» (2000)
- «radzima.com» (2006)

### Сольні альбоми
- «Куплеты і прыпевы» (2008)
- «Такога няма нідзе» (2009)
- «Белая яблыня грому» (2010)
- «Hramadaznaǔstva» (2014)
- «Psychasamatyka» (2016)
- «Hravitacyja» (2019)
- «Ameryka» (2020)
- «Trybunał» (2021)

### Анімаційне кіно
- «Будьмо білорусами!» (2011) — автор тексту мультфільму

## Виноски
1. ↑  Лідер гурту «Н. Р. М» Лявон Вольскі читає повість Василя Бикова «Хутаранцы». Архів оригіналу за 1 грудня 2008. Процитовано 4 червня 2010.
2. ↑  «НейроДюбель», N.R.M., «Крама», «Палац»: жизнь после визита в Администрацию [Архівовано 23 вересня 2008 у Wayback Machine.] 22.04.2008, naviny.by
3. ↑  Концерта «Крамбамбули» не будет[недоступне посилання] 23.05.2005, TUT.BY
4. ↑  Інтерв'ю порталу Хартія '97 [Архівовано 16 вересня 2009 у Wayback Machine.] Лявон Вольскі січень, 2008 року.
5. ↑  Будкін, Сяргей (3 травня 2011). Лявон Вольскі: «У Беларусі сытуацыя агульнанацыянальных Навінак» (біл.). Радіо Свобода. Архів оригіналу за 10 квітня 2020. Процитовано 10 квітня 2020.
6. ↑  «Белая яблыня грому» — пост у офіційному ЖЖ Вольського
7. ↑  сыгралі першы канцэрт без Вольскага. Архів оригіналу за 17 жовтня 2011. Процитовано 10 жовтня 2011.
8. ↑  Усе інтрыгі Рок-каранацыі ў адной. Generation.by. 10 лютого 2011. Архів оригіналу за 25 червня 2013. Процитовано 10 жовтня 2011.
9. ↑  Лявон Вольскі: «Мне так і карціць запісацца ліцьвінам» [Архівовано 6 жовтня 2011 у Wayback Machine.] — Інтерв'ю білоруському бюро «Радіо Свободи»
10. ↑  Александров, Алексей (26 вересня 2011). Из потока новостей (рос.). Белорусы и рынок[be]. Архів оригіналу за 8 квітня 2020. Процитовано 8 квітня 2020.
11. ↑  Instagram-страницу Лявона Вольского признали «экстремистской». Кого еще? (рос.). CityDog. 20 грудня 2023. Процитовано 21 квітня 2024.